# Daireaux
Daireaux è una città argentina. È la città capoluogo del partido di Daireaux, nella provincia di Buenos Aires, situata circa 410 km ad ovest di Buenos Aires.
La città sorge sulle terre che nel 1901 furono vendute a Paolo Guglieri.